# 橋場正裕
橋場 正裕（はしば まさひろ、1984年7月14日 - ）は、日本の元男子バレーボール選手。VプレミアリーグのFC東京に所属していた。

## 来歴
石川県白山市出身。白山市立松任中学校、石川県立金沢商業高等学校を経て、駒澤大学を卒業後の2007年にFC東京へ入団。2008/09でV・チャレンジリーグ3連覇、V・チャレンジマッチ（入替戦）で大分三好と対戦。初のV・プレミアリーグ昇格に貢献した。
2014年3月16日のパナソニックパンサーズ戦をもって現役引退。その後、啓新高等学校の社会科教諭、男子バレー部の監督に就任。

## 所属チーム
- 金沢商業高校
- 駒澤大学
- FC東京（2007-2014年）